# 恰賓
48°32′23″N 22°48′47″E / 48.53972°N 22.81306°E
恰賓（烏克蘭語：Чабин），是烏克蘭的村落，位於該國西部外喀爾巴阡州，由穆卡切沃區負責管轄，面積0.25平方公里，海拔高度492米，2001年人口168，人口密度每平方公里661.42人。